# 本谷亜紀
本谷 亜紀（ほんや あき、1988年5月18日 - ）は、株式会社フラッグシップアーティスツ所属のラーメン評論家兼タレント、オイシックス株式会社広報室の職員。
親は、大学教授の本谷宇一である。

## 略歴
埼玉県生まれ、東京女子大学出身。中学校及び高等学校教諭の一種免許状（英語）を所有。身長153cm。
幼少よりラーメンに親しんで育つ。高校時代より食べ歩きを始める。予備校がラーメン激戦区池袋にあったことが一つの契機となった。大学に入学後は、食べ歩きサークルを主宰していた。
現在も一年間350杯のラーメンを食す事を豪語している。
テレビ朝日の深夜番組『お願い!ランキング』において、ラーメン官僚こと田中一明のアシスタント募集企画「ラーメン隊オーディション」に合格。オーディション合格時、大学在学中であったことから、「ラーメン女子大生」の愛称で呼ばれる。
大学卒業後はラーメン評論家としての活動を本格化。Yahoo!Japanラーメン特集「極嬢メン総選挙!!」において優勝する。らあめん花月嵐の期間限定メニュー「ベジラーメン菜菜」をプロデュース。「森田一義アワー 笑っていいとも!」のコーナー「私立 その道のプロ高校」において「ラーメンまる秘攻略術」と題し、２週連続で講師役をつとめる。また、トークショーには親交のあるお笑いタレントやラーメン評論家が駆けつけ、80人以上のファンが訪れるイベントとなっている。
独自ドメイン（honya-aki.com）によるメインブログ『本谷亜紀のゆるっとラーメンブログ』の更新が2013年5月11日で止まり、アップされたままで放置される中、新ブログ『本谷亜紀の麺マガ！』を2013年10月20日から開始している。なお、同ブログは2014年1月からコメント拒否に変更されている。

## 発言
2013年4月18日　ラーメン店の休日に関する発言が物議を醸す。
訪れたラーメン店・渋谷「鬼そば藤谷」が定休日だったのに臨時休業と勘違いをして、「理由ない休みは人を悲しくさせる」とTwitterで苦言を呈した。 それに対し「鬼そば藤谷」側がTwitterで「本日は大変申し訳ございませんでした。木曜日は定休日でして、申し訳なかったです」と丁重に答えたのに対し、「昨日時点で食べログには無休とありまして！」と返した。
。しかし実際は食べログに年中無休の記載はなかったため、本谷サイドの事実誤認および言い訳ではないかとの指摘がネット上で出始める。それでも「店が情報を書き換えたから現在は定休日が記載されている」などと説明を続けた。だが、「鬼そば藤谷」は当初より木曜日が定休日であり、さらに食べログの最終更新日は、騒動よりはるか前の2012年9月であった。最終的にブログに「謝罪」文をアップしたものの、あくまでも「食べログには木曜日定休とは書いてなかった」と言い張った為、更なる騒動となった。。このことについての説明は今もなされていない。

## 著作
- 『日本初の[女性ラーメン評論家]になっちゃいました!』扶桑社、2013年 ISBN 978-4-594-06768-7

## メディア

### テレビ
- お願い!ランキング（テレビ朝日）
- 王様のブランチ（TBS）
- 笑っていいとも!（フジテレビ）
- ラーメンWalkerTV2（フジテレビONE）
- たべコレ（テレビ東京）
- 山形麺遊記　～絶品ラーメン完全保存版～（テレビユー山形）
- 教えてもらう前と後（2021年1月19日、毎日放送/TBS系）

### インタビュー・コラム等
- フライデー (雑誌)（講談社）
- 東京ウォーカー（角川マガジンズ）
- DIME（小学館）
- ご当地ラーメン誕生物語 - 小泉ヤスヒロ著 （ホーム社）
- グランドジャンプ（集英社）
- 朝日新聞（2011年12月10日付）

## その他
- らあめん花月嵐/ラーメン花月（店内声CM）